# Imidazolidine
L'imidazolidine est un composé hétérocyclique à cinq atomes, deux atomes d'azote intercalés avec trois atomes de carbone. C'est formellement la forme totalement (tétra) hydrogénée (réduite) de l'imidazole, la forme intermédiaire (dihydrogénée) étant l'imidazoline. Les relations entre les différents composés proches de l'imidazole sont indiquées dans la figure ci-dessous.

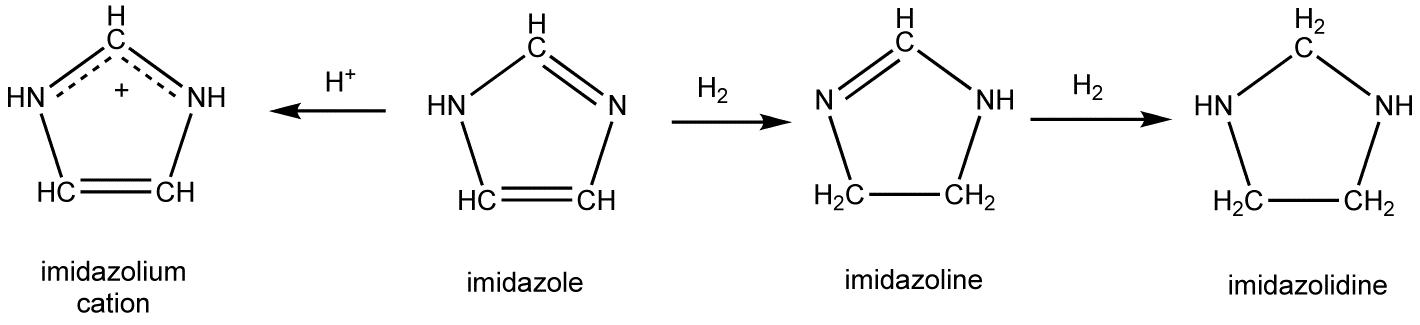
Relations chimiques entre les différents dérivés de l'imidazole.

Retirer formellement deux hydrogènes au carbone 2 de l'imdazolidine (entre les deux azotes) mènerait à la formation d'un carbène, le  dihydroimidazol-2-ylidène. Les dérivés de ce dernier forment une classe importante de carbènes persistants c'est-à-dire stables.